# جیمز هندی
جیمز هندی (به انگلیسی: James Handy) بازیگر آمریکایی است. از فیلم‌های معروف او می‌توان به ۱۵ دقیقه، محافظت از تس، هراس از عنکبوت و شیپور خاموشی اشاره کرد.